# La llegenda de l'indomable
La llegenda de l'indomable (títol original en anglès Cool Hand Luke) és una pel·lícula estatunidenca dirigida per Stuart Rosenberg, estrenada el 1967. Aquesta pel·lícula és una adaptació de la novel·la homònima de Donn Pearce. Està doblada al català.

## Argument
Per haver destruït parquímetres, Luke (Paul Newman) és condemnat a dos anys de presó en un camp de presoners de Florida. Però refractari a l'autoritat dels guardians, no pot sotmetre’s a la disciplina d'un camp on les humiliacions i els maltractaments són moneda corrent. Aviat, assabentant-se de la mort de la seva mare, després d'haver estat tancat al calabós, intenta evadir-se.

## Repartiment
- Paul Newman: Lucas 'Luke' Jackson
- George Kennedy: Dragline
- Robert Drivas: Loudmouth Steve
- Strother Martin: Capità
- J.D. Cannon: Society Red
- Lou Antonio: Koko
- Jo Van Fleet: Arletta
- Clifton James: Carr
- Morgan Woodward: Boss Godfrey
- Luke Askew: Boss Paul
- Marc Cavell: Rabbitt
- Richard Davalos: Blind Dick
- Robert Donner: Boss Shorty
- Warren Finnerty: Tattoo
- Dennis Hopper: Babalugats
- Joy Harmon: la dona
- Harry Dean Stanton: Tramp
- Anthony Zerbe: Dog Boy

## Comentaris
La pel·lícula és una paràbola sobre l'autoritat i la rebel·lió amb aquests papers típics de totes les pel·lícules de reclusos: el carceller sàdic, el caid de gran cor, etc. Es tracta d'un dels papers més importants de la carrera de Paul Newman.

## Al voltant de la pel·lícula
- El número de presoner de Luke (37) és una referència a la Bíblia:

| « | Car res no és impossible a Déu | » |

 (Evangeli segons Lluc, capítol 1,verset 37).
- El rodatge ha tingut lloc a Lodi i a Stockton així com a la vall de San Joaquin a Califòrnia.
- El paper de la mare de Luke havia estat ofert a Bette Davis però el va refusar finalment.
- Una presó com la que es podia veure en el Deep South americà en aquell temps ha estat construïda per a la pel·lícula al nord de Stockton a Califòrnia. Una dotzena d'edificis han estat erigits incloent-hi una caserna, un menjador, el barri dels guardians, la casa del director i la canera.
- La música que se sent mentre Luke anima els altres presoners a treballar més de pressa a la carretera ha estat utilitzada més tard per la cadena de televisió ABC per la seva emissió Eyewitness News .
- Es tracta de la primera pel·lícula on treballa Anthony Zerbe.
- Una escena de la pel·lícula ha estat represa en la introducció de la cançó Civil War del grup americà Guns N' Roses.

## Premis i nominacions

### Premis
- 1968: Oscar al millor actor secundari per George Kennedy[3]

### Nominacions
- 1968: Oscar al millor actor per Paul Newman[3]
- 1968: Oscar al millor guió adaptat per Donn Pearce i Frank Pierson[3]
- 1968: Oscar a la millor banda sonora per Lalo Schifrin[3]
- 1968: Globus d'Or al millor actor dramàtic per Paul Newman
- 1968: Globus d'Or al millor actor secundari per George Kennedy